# Margareta Kozuch
Margareta Anna „Maggie“ Kozuch, poln. Małgorzata Kożuch (* 30. Oktober 1986 in Hamburg), ist eine deutsche Volleyball-Nationalspielerin und Beachvolleyballspielerin polnischer Herkunft.

## Karriere Halle

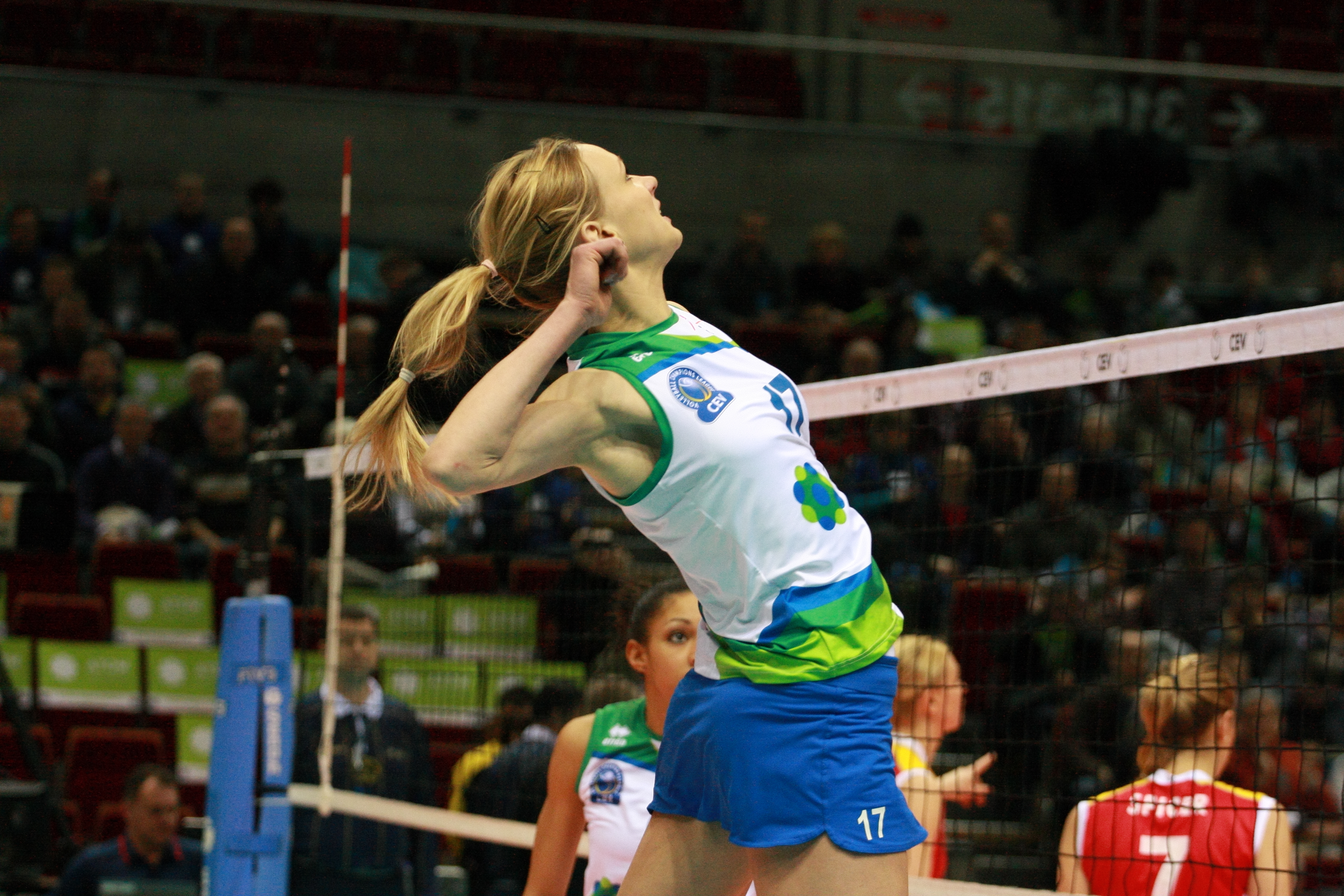
Kozuch im Trikot von Trefl Sopot (2012)

Margareta Kozuch begann ihre Laufbahn beim TuS Berne Hamburg. Später spielte sie in ihrer Heimatstadt zusammen mit ihrer Schwester Katharina beim Zweitligisten CVJM Hamburg. 2003 wechselte sie innerhalb der Hansestadt zum Bundesligisten TV Fischbek (seit 2006 NA. Hamburg). Zwei Jahre später wurde die Außenangreiferin erstmals für die A-Nationalmannschaft nominiert. Der damalige polnische Trainer, Andrzej Niemczyk, wollte sie für die polnische Mannschaft gewinnen, doch aufgrund der zweijährigen Sperrfrist bei einem Wechsel der Nationalmannschaft hatte sich Kozuch dagegen entschieden. Im gleichen Jahr wurde sie als Hamburgs Sportlerin des Jahres ausgezeichnet. Die Weltmeisterschaft 2006 in Japan verlief jedoch nicht so erfolgreich; am Ende reichte es nur zum elften Platz. Im Sommer 2007 gewann sie mit dem Team die europäische Grand-Prix-Qualifikation und belegte bei der Europameisterschaft in Belgien und Luxemburg den sechsten Platz.

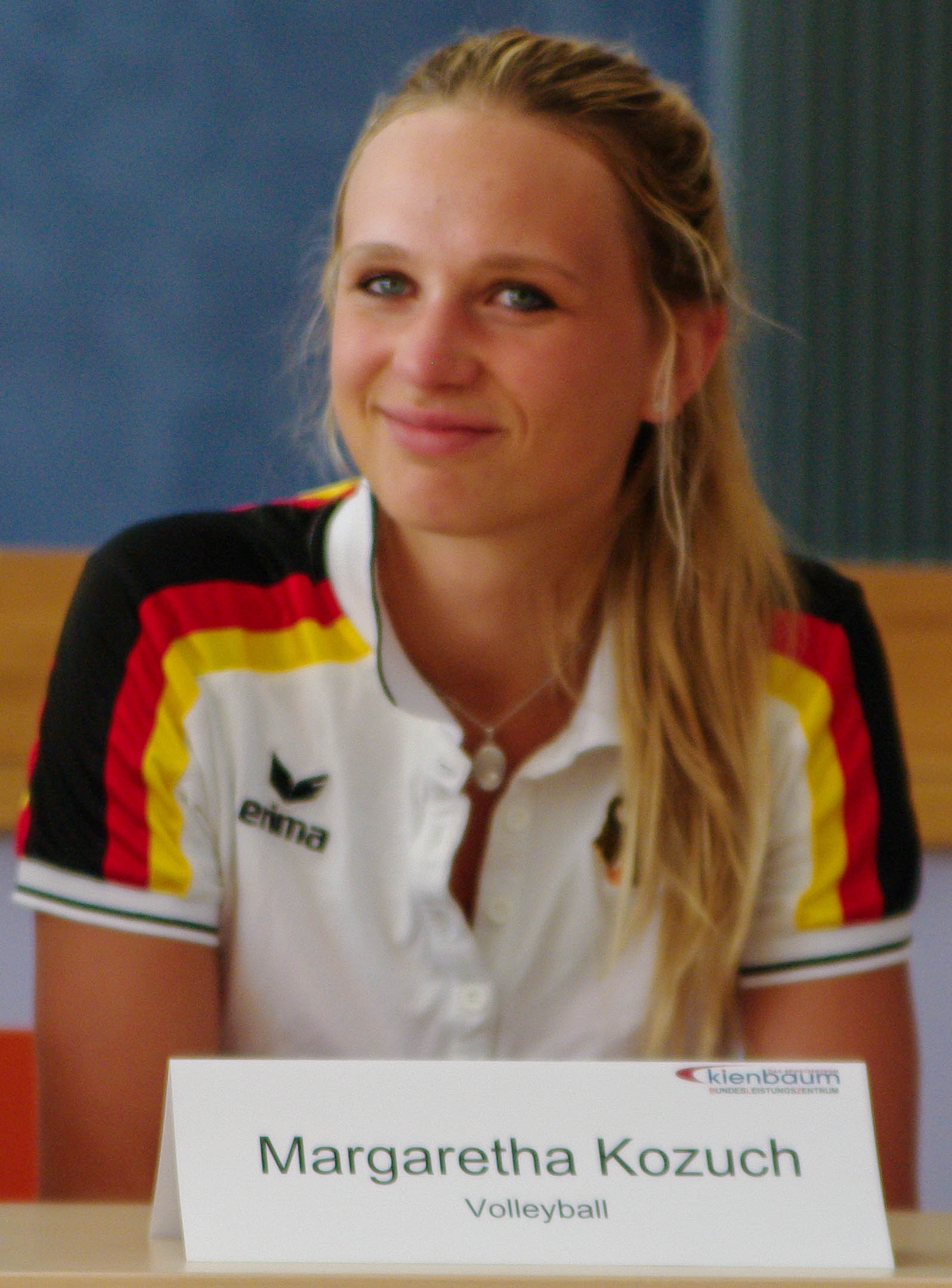
Kozuch mit der Nationalmannschaft (2013)

Von 2007 bis 2010 spielte Kozuch in der ersten italienischen Liga, zunächst bei Sassuolo und anschließend bei Asystel Volley Novara, mit dem sie 2009 den CEV-Pokal gewann. 2010/11 spielte Margareta Kozuch in Russland bei VK Saretschje Odinzowo. Mit der Nationalmannschaft wurde sie im Oktober 2011 Vizeeuropameister. Danach spielte sie in Polen bei Trefl Sopot, wo sie 2012 zusammen mit ihrer Nationalmannschaftskollegin Corina Ssuschke-Voigt Polnischer Meister wurde. 2012/13 spielte sie wieder in Italien bei Yamamay Busto Arsizio. 2013 belegte sie mit der Nationalmannschaft Platz eins in der Europaliga und wurde erneut Vizeeuropameister. Danach wechselte sie in die aserbaidschanische Superliga zu Azerrail Baku.
In der Saison 2014/15 spielte Kozuch in China bei Shanghai Eastbest und wieder in Italien bei Rebecchi Piacenza. Im Sommer 2015 wechselte sie zum italienischen Meister Pomì Casalmaggiore, mit dem sie 2016 die Champions League gewann. Danach beendete Kozuch ihre Hallenkarriere.

## Auszeichnungen Halle
- 2009: „beste Punktesammlerin“ bei der Europameisterschaft in Polen
- 2010–2014: Volleyballerin des Jahres in Deutschland
- 2011: „beste Angreiferin“ der Europameisterschaft in Italien und Serbien

## Karriere Beach

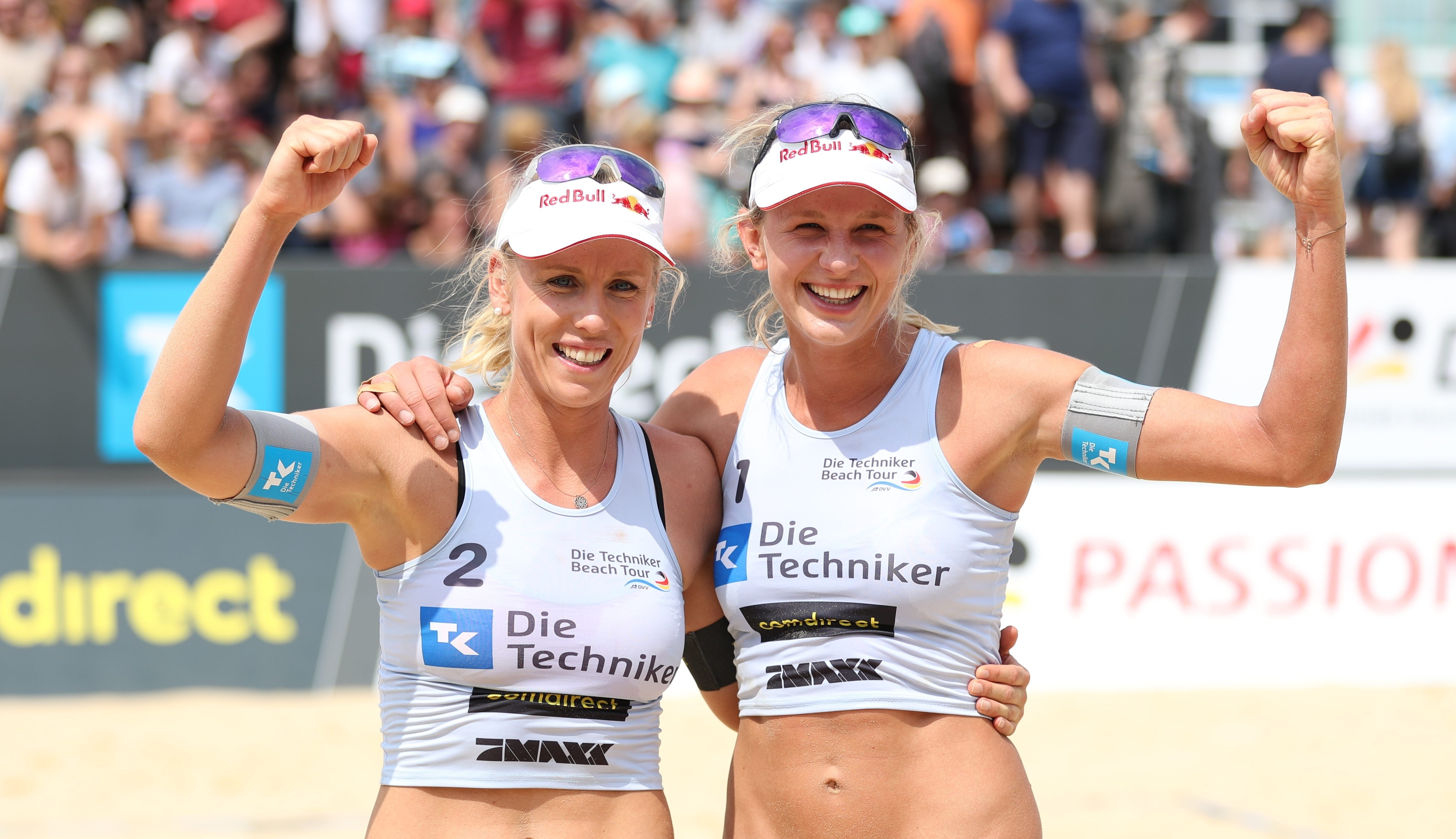
Karla Borger und Kozuch (2018)

Ab 2017 spielte Kozuch Beachvolleyball an der Seite von Karla Borger. Auf der nationalen Smart Beach Tour belegten Borger/Kozuch bei den Supercups in Münster, Kühlungsborn und Binz Podiumsplätze. Bestes Ergebnis auf der FIVB World Tour war ein fünfter Rang beim 3-Sterne-Turnier in Moskau. Für die Weltmeisterschaft in Wien erhielten Borger/Kozuch eine von drei Wildcards und belegten am Ende Platz 17. Bei der Europameisterschaft in Jūrmala erreichten Borger/Kozuch als Gruppensieger das Achtelfinale, in dem sie den späteren Europameisterinnen Glenzke/Großner unterlagen und Platz neun belegten. Bei der deutschen Meisterschaft unterlagen sie im Halbfinale den späteren Siegerinnen Laboureur/Sude und gewannen das Spiel um den dritten Platz gegen Bieneck/Schneider. Im November erhielten Borger/Kozuch vom DVV den Status als „deutsches Nationalteam“. Bestes Ergebnis von Borger/Kozuch auf der World Tour 2018 war ein dritter Platz beim 4-Sterne-Turnier in Ostrava.
Nach dem Karriereende von Kira Walkenhorst startete Kozuch seit 2019 an der Seite von Olympiasiegerin und Weltmeisterin Laura Ludwig für den HSV. Nach durchwachsenen Ergebnissen wurden Kozuch/Ludwig zum Saisonende 2019 deutsche Vizemeisterinnen und gewannen das World Tour Finale in Rom. 2020 standen Kozuch/Ludwig erneut im Finale der deutschen Meisterschaft, das sie gegen Sandra Ittlinger und Chantal Laboureur verloren.
Im Jahr 2021 nahmen Kozuch/Ludwig an den Olympischen Spielen in Tokio teil. Nach einem Sieg und einer Niederlage in der Vorrunde besiegten sie im Achtelfinale die Brasilianerinnen Ágatha/Duda und schieden im Viertelfinale gegen die US-Amerikanerinnen Klineman/Ross aus. Anschließend legte Kozuch eine längere Wettkampfpause ein.
2024 stieg Margareta Kozuch mit neuer Partnerin Sarah Schneider wieder in den Turniersport ein. Kozuch/Schneider starteten auf der World Beach Pro Tour und erreichten bei der Europameisterschaft in den Niederlanden den neunten Platz.

## Privates
Kozuch ist Vegetarierin und ernährt sich zeitweise auch vegan. Sie führt ihre Erfolge auf diese Ernährungsweise zurück. Im Juli 2022 wurde Kozuch zusammen mit ihrem italienischen Freund Nicolò Gorla Mutter eines Jungen.